# Brendan I. Koerner
 (décembre 2024).
Si vous disposez d'ouvrages ou d'articles de référence ou si vous connaissez des sites web de qualité traitant du thème abordé ici, merci de compléter l'article en donnant les références utiles à sa vérifiabilité et en les liant à la section « Notes et références ».
Brendan Ian Koerner, né le 21 septembre 1974, est un écrivain et chroniqueur américain qui a collaboré avec  de  nombreuses  publications prestigieuse telles que Wired, magazine du monde de la technologie et de l’Internet,  le quotidien The New York Times, le site d’informations  Slate. Ses livres  Now the Hell Will Start , en 2008 et  The Skies Belong to Us en 2013 se sont fait aussi connaître à l’international.
Dans le second, un roman dramatique consacré à l’histoire d’un vétéran noir de la guerre du Vietnam qui déourne en 1972 avec une bimbo un Boeing au départ de San Dieo, il revient sur ce qu’il appelle, concernant la période 1968-1972,  « l'âge d'or du détournement d'avion », une époque où les contrôles de sécurité aux aéroports sont laxistes et de ce fait les détournements d'avion assez fréquents. Brendan I. Koerner estime que pendant cette période, les opérations de skyjacking se sont ainsi produites jusqu'à une fois par semaine dans le monde.